# Pandanus lacuum
Pandanus lacuum là một loài của thực vật thuộc họ Pandanaceae. Đây là loài đặc hữu của New Caledonia.